# توني جو هنري
توني جو هنري (بالإنجليزية: Toni Jo Henry)‏ هي بائعة هوى ‏ أمريكية، ولدت في 3 يناير 1916 في شريفبورت في الولايات المتحدة، وتوفيت في 28 نوفمبر 1942 في ليك تشارلز في الولايات المتحدة بسبب صعق كهربائي.

## وصلات خارجية
- توني جو هنري على موقع بوكس ريك (الإنجليزية) (registration required)